# الناحية المركزية (مقاطعة بوير أحمد)
الناحية المركزية لمقاطعة بوير أحمد (بالفارسية: بخش مرکزی شهرستان بویراحمد) هي ناحية في مقاطعة بوير أحمد في محافظة كهكيلويه وبوير أحمد في إيران. في تعداد عام 2006م، كان عدد سكانها 174,846 نسمة في 36,361 عائلة. فيها مدينة واحدة هي: ياسوج، وخمسة أقسام ريفية هي: قسم دشت روم الريفي وقسم کاکان الريفي وقسم سررود الجنوبي الريفي وقسم سررود الشمالي الريفي وقسم سبيدار الريفي.